# Los Amples
Los Amples, o los Amplos, és un paratge del terme municipal de Llimiana, al Pallars Jussà.
El lloc és al vessant septentrional del Montsec de Rúbies, just al sud i damunt de Sant Salvador del Bosc, al vessant nord-oest del Tossal de la Torreta.